# Okres Brezno
Okres Brezno je jedním z okresů Slovenska. Leží v Banskobystrickém kraji, tvoří jeho celou severní část. Na severu hraničí s okresem Liptovský Mikuláš a Ružomberok v Žilinském kraji a s Poprad Prešovském kraji, na jihu s okresem Banská Bystrica, Zvolen, Detva, Poltár, Rimavská Sobota, Revúca a Rožňava
Okres vznikl v 90. letech 20. století oddělením z okresu Banská Bystrica, v té době největšího okresu na Slovensku.